# Sophie Unwin
Pour les articles homonymes, voir Unwin.
Sophie Unwin, née le 23 juillet 1994 à Salisbury, est une cycliste anglaise qui participe à des épreuves de paracyclisme sur route et sur piste en tandem en tant qu'athlète malvoyante. Elle fait sa première apparition paralympique en représentant la Grande-Bretagne aux Jeux paralympiques d'été de 2020.

## Carrière
Sophie Unwin perd la vue à la suite de la maladie de Stargardt.
Sophie commence le paracyclisme après avoir participé à un événement de découverte de talents en août 2020. Elle remporte la médaille de bronze dans la poursuite individuelle aux Jeux paralympiques de 2020 aux côtés de Jenny Holl. Elle s'associe également à Holl pour remporter l'argent dans l'épreuve de course sur route féminine B. Cela fait à peine six mois que les deux femmes font équipes à ce moment-là.
Le tandem remporte la médaille d'or dans le contre-la-montre en tandem B aux Championnats du monde sur route 2021.
Elle représente l'Angleterre aux Jeux du Commonwealth de 2022 dans l'épreuve de tandem féminin. Elle termine troisième de la compétition, mais aucune médaille de bronze n'est décernée car les cinq équipes minimum n'ont pas concouru, après un retrait tardif de la cinquième équipe inscrite. Cela incite Unwin à protester contre la décision de ne pas lui décerner de médaille de bronze malgré sa troisième place. Elle et sa pilote Georgia Holt tentent de se tenir derrière le podium de la cérémonie avec le drapeau de l'Angleterre avant d'être escortées/déplacées par un membre du personnel de sécurité et, par conséquent, Unwin est condamnée à une amende pour violation du code de conduite et elle quitte les lieux en larmes,.
Elle rejoint à nouveau l'équipe britannique pour les Jeux paralympiques d'été de 2024. Elle est de nouveau pilotée par Jenny Holl dans le contre-la-montre féminin B 1000 m avec un temps de 1 min 07 s 879, ce qui lui permet d'obtenir le bronze. Quelques jours plus tard dans la poursuite individuelle féminine B en 3 min 19 s 149, après avoir battu le record du monde lors des qualifications en 3 min 17 s 643. Trois jours plus tard, elle monte une nouvelle fois sur un podium paralympique, cette fois sur route, avec l'argent sur le contre-la-montre féminin B.